# The Parisians
The Parisians est un groupe de garage rock français, originaire de Paris. Il est formé en 2004 puis reformé en 2006 issu de la nouvelle scène rock française. Leur premier album Shaking the Ashes of Our Enemies, produit par Yarol Poupaud et Caroline de Maigret, est sorti en mars 2010 sur le label Bonus Tracks Records.

## Biographie
En 2004, Stevan Dinet et Michael Bontemps forment The Parisians à la suite d'une rencontre avec The Libertines, lors de l’écriture de leur deuxième album, à Paris,. Le duo est rejoint par JB Devay (basse, ensuite membre du groupe Nelson) et Xavier Roussel (batterie). Ils effectuent leur premiers concerts au Bar III et au Shebeen, à Paris. Ils participent aux premières soirées Rock ’n’ Roll Friday organisées par Rock & Folk, à l’initiative de Philippe Manœuvre qui leur apporte son soutien et leur consacre un article dans Rock & Folk en août 2006. Ils participent également aux soirées Poptones d’Alan McGee, au Triptyque. En 2005, le groupe se sépare.
À l'initiative de Stevan, le groupe se reforme, en 2006, avec Nicolas Meylan à la basse, Clément Collette à la batterie et Xavier, ancien batteur du groupe, à la guitare,. Yarol Poupaud – que les membres du groupe connaissent depuis 2004 –, venant de créer son propre label Bonus Tracks Records avec Caroline de Maigret, décide de coproduire avec Because Music, la compilation Paris Calling réunissant les principaux groupes de la nouvelle scène rock française,. The Parisians enregistrent deux titres pour cette compilation : Why Choose One Side et The City. Ils décident de signer sur le label Bonus Tracks Records, en 2007. Durant la même année, ils réalisent notamment la première partie des Rita Mitsouko, au Gibus à Paris, ainsi que celle des Black Rebel Motorcycle Club, à la Laiterie de Strasbourg. Leur premier EP, Alesia EP, sort en février 2008 sur Bonus Tracks Records. En mars 2008, ils participent au festival de musique, South by Southwest (SXSW) se tenant à Austin, Texas, aux États-Unis. L’année 2009 est focalisée sur l’enregistrement de l’album.
Shaking the Ashes of Our Enemies, premier album du groupe, sort en mars 2010,, précédé quelque mois plus tôt de la publication du premier single, Time for Nothing More (clip réalisé par Nicolas Davenel et Thomas Delebecque). Le 16 juin 2012, le groupe annonce sa dissolution. Stevan Dinet poursuit sa carrière avec le groupe Deep In Uranus et son projet solo Black Crystal Death. Xavier et Clément quant à eux ont fondé le groupe Lenz Faraday. Michael « Miggles » Bontemps fera partie du groupe Peter Doherty & The Puta Madres de 2017 à 2020 en tant que bassiste. 

## Membres

### Derniers membres
- Stevan Dinet — chant, guitare (2004—2012)
- Xavier Roussel — guitare (2006—2012), batterie (2004—2005)
- Nico Meylan — basse, chœurs (2006—2012)
- Clément Collette — batterie, percussions (2006—2012)

### Anciens membres
- Michael Bontemps — guitare, chant (2004—2005)
- Jean Baptiste Devay — basse (2004—2005)

## Discographie

### Albums studio
- 2010 : Shaking the Ashes of Our Enemies (Bonus Tracks Records / Discograph)

### EP
- 2008 : Alesia EP (Bonus Tracks Records / Believe)
- 2011 : Difficult Times (Bonus Tracks Records / Discograph)
- 2012 : The Parisians Were Here (Smoky Carrot Records)

### Compilations
- 2006 : Paris Calling (Because Music)
- 2006 : Passe ton bac d'abord (Suave)
- 2009 : Rock and the City - Paris (EMI)
- 2010 : 100% Rock français (Wagram Music)